# Торнетреск
Торнетреск (на шведски: Torneträsk или Torne träsk, на саамски Duortnosjávri, на фински: Torniojärvi) е 6-ото по големина езеро в Швеция (лен Норботен). Площ 330 km², обем 17,1 km³, средна дълбочина 51,8 m, максимална 168 m (второто по-дълбочина шведско езеро след Хорнаван).

## Географско характеристика
Езерото Торнетреск е разположено в най-северната част на Швеция, в историко-географската област Лапландия, в северната част на лена Норботен. То заема дълбока тектонска котловина с ледников произход. Има стръмни, скалисти и силно разчленени брегове с дължина 419 km, дължина от северозапад на югоизток 72 km и максимална ширина от север на юг 9 km. На североизток е разположен дългия и тесен залив Лаймолуокта, а на изток – залива Кортолахти. В него се намират няколко острова, като най-големи са Вуоресуоло и Сокесуоло. Подхранва се предимно от малки и къси реки – Нюоралуспи, Абискуйока, Рипасетно, Накеретно, Ракисетно. От югоизточниян му ъгъл изтича голямата река Турнеелвен (Торниойоси), вливаща се в най-северната част на Ботническия залив на Балтийско море.
Водосборният басейн на Торнетреск е с площ 3346 km², като малка част от него е на норвежка територия. Разположено е на 341,2 m н.в., като колебанията на водното му ниво през годината са незначителни и плавни, с малко по-високо ниво през лятото. По този начин годишният му отток е почти постоянен и с малки отклонения. Замръзва през ноември, а се размразява през юни.

## Стопанско значение, селища
В езерото се извършва транспортно и туристическо корабоплаване. Обект е на воден туризъм. Почти по цялото протежение на южния му браг преминават европейски път Е10 и железопътната линия Нарвик (в Норвегия) – Люлео (в Швеция). Северния бряг е необитаем. Югозападно от езерото се намира националния парк Абиско, както и обявената от ЮНЕСКО за световно културно наследство през 1996 г. Лапонска област. По силно разчленените му брегове и заливи са разположени няколко предимно малки населени места Абиску, Кагувуома, Полнувикен.